# Szin
Szin é um município da Hungria, situado no condado de Borsod-Abaúj-Zemplén. Tem 18,1 km² de área e sua população em 2015 foi estimada em 823 habitantes.